# Klintebjerg (Nordfyns Kommune)
 For alternative betydninger, se Klintebjerg. (Se også artikler, som begynder med Klintebjerg)
Klintebjerg er en bebyggelse i Skeby Sogn i Nordfyns Kommune ved Odense Fjords nordvestlige bred, (indtil 1970 Lunde Herred, Odense Amt, 1970-2006 Fyns Amt). Fra Klintebjergs havn er der få hundrede meter over til Vigelsø.

## Historie
I 1746 opførtes et lodshus på stedet, som lå alene indtil Odensefirmaet Ploug & Richardt i 1843 byggede et pakhus, hvorefter der opstod en mindre ladeplads. Under kornhandelstiden i midten af 1800-tallet skete en betydelig kornudskibning herfra. Senere foregik korn- og foderstofhandelen til Otterup over Klintebjerg, indtil oprettelsen af Nordfynske Jernbane med station ved Hjorslev; der efter overtog jernbanen denne handel.
Klintebjerg havde omkring 1900 havnebro, kro, købmandsforretning, kalkbrænderi, eddikebryggeri, cikoriefabrik, telefonstation, badeanstalt m.m.

## Indbyggertal
Klintebjerg havde i 1906 157 indbyggere, i 1911 143 indbyggere og i 1916 100 indbyggere.